# Deuces Wild - I guerrieri di New York
Deuces Wild - I guerrieri di New York (Deuces Wild) è un film statunitense del 2002 diretto da Scott Kalvert.